# Tsuba

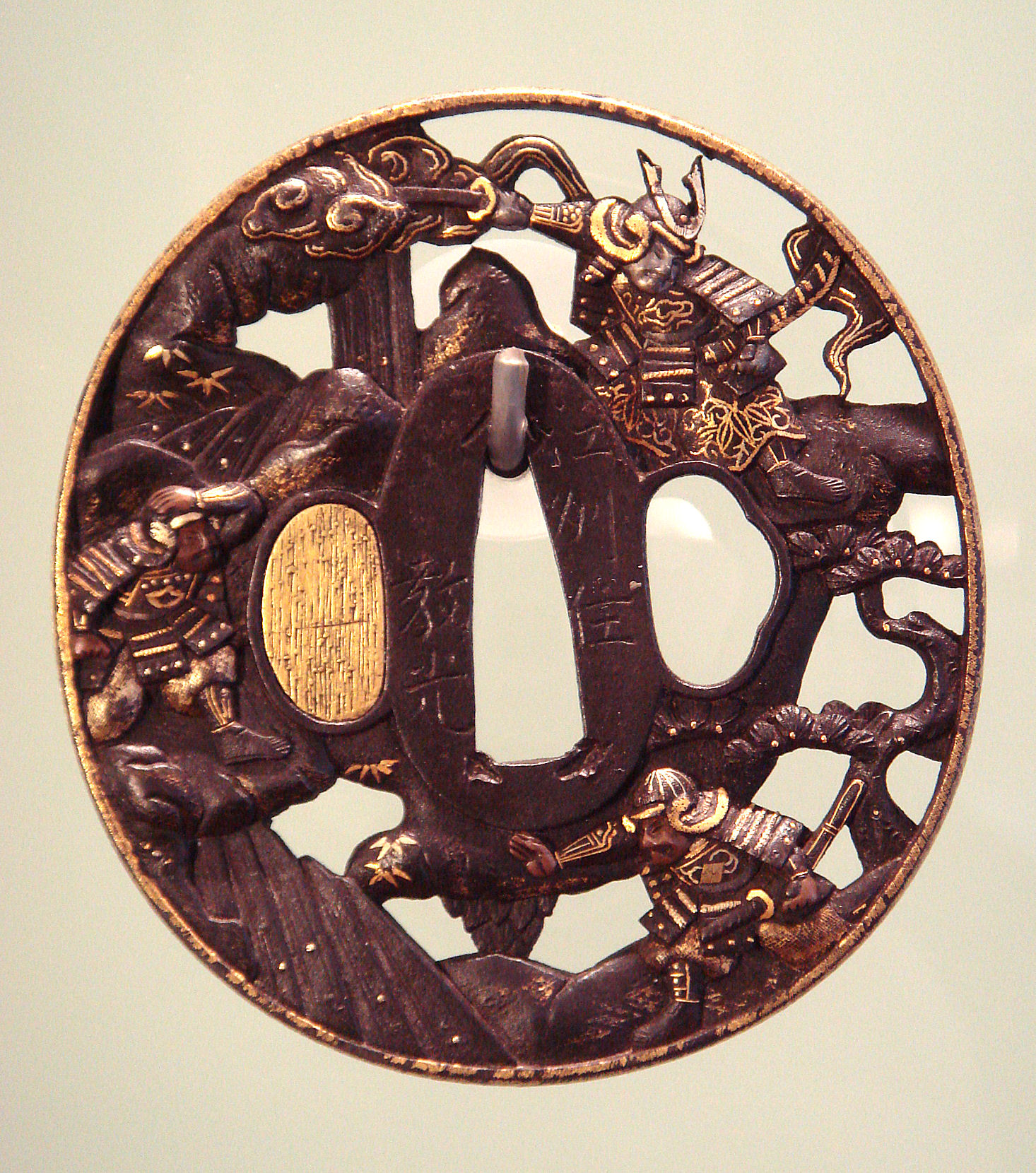

Tsuba (鍔 o 鐔) es el guardamano de una katana japonesa. Suele estar fabricado en metal de diversas formas, principalmente redonda (y ocasionalmente cuadrada), contribuye al equilibrio del arma y su objetivo principal es proteger la mano. A diferencia de las espadas occidentales, la guarda tsuba se llevaba más para evitar que la mano se deslizase hasta la hoja durante los empujes que para protegerla del arma del oponente. La posición chudan no kamae está determinada por la tsuba y la curvatura de la hoja. El diámetro promedio de las tsuba para la katana es de 7.5–8 centímetros, para el wakizashi es de 6.2–6.6 cm y para el cuchillo tantō de 4.5–6 cm.
Suelen tener también dos pequeños huecos a ambos lados para que pudieran sacarse fácilmente los complementos de la funda (un pequeño cuchillo por un lado y una pequeña vara que también iba dentro de la funda de la katana).

## Historia
Durante el periodo Muromachi (1333–1573) y el período Momoyama (1573–1603), las tsuba tenían fines más funcionales que decorativos, y estaban hechas de metales y diseños resistentes. Durante el periodo Edo (1603-1868) en el que existió un largo periodo de paz en Japón, las tsuba se volvieron más ornamentales y se confeccionaban con metales menos prácticos, como el oro.

## Artesanía
Las tsuba suelen estar finamente decoradas, se consideran objetos de coleccionista. Eran fabricadas por dinastías de artesanos cuyo único oficio era producir esta pieza de artesanía.
Por lo general, estaban lujosamente decoradas. Además de ser artículos de colección, a menudo se usaban como reliquias, pasando de una generación a la siguiente. Las familias japonesas con raíces samurái a veces tienen su escudo familiar (mon) representado en la tsuba. 
Se han encontrado tsuba realizadas en variedad de metales y aleaciones, incluyendo hierro, acero, latón, cobre y shakudō (aleación de cobre y oro). En un duelo, dos participantes pueden bloquear su katana en el punto de la tsuba y empujar, tratando de obtener una mejor posición para golpear al otro. Esto se conoce como tsubazeriai (鍔 迫 り 合 い), empujando la tsuba uno contra el otro, algo que se conserva todavía en el kendo moderno.

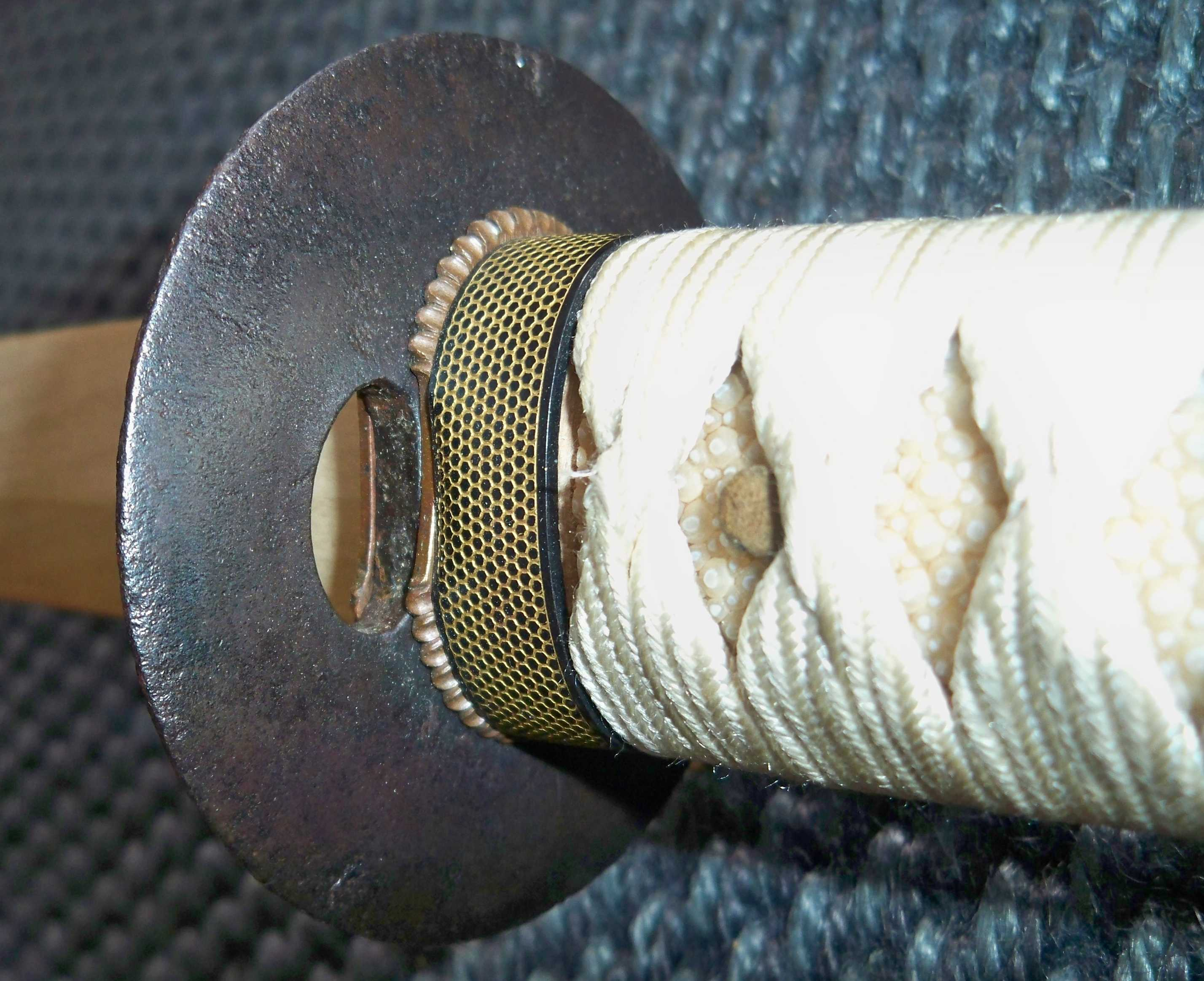
Tsuba de katana.
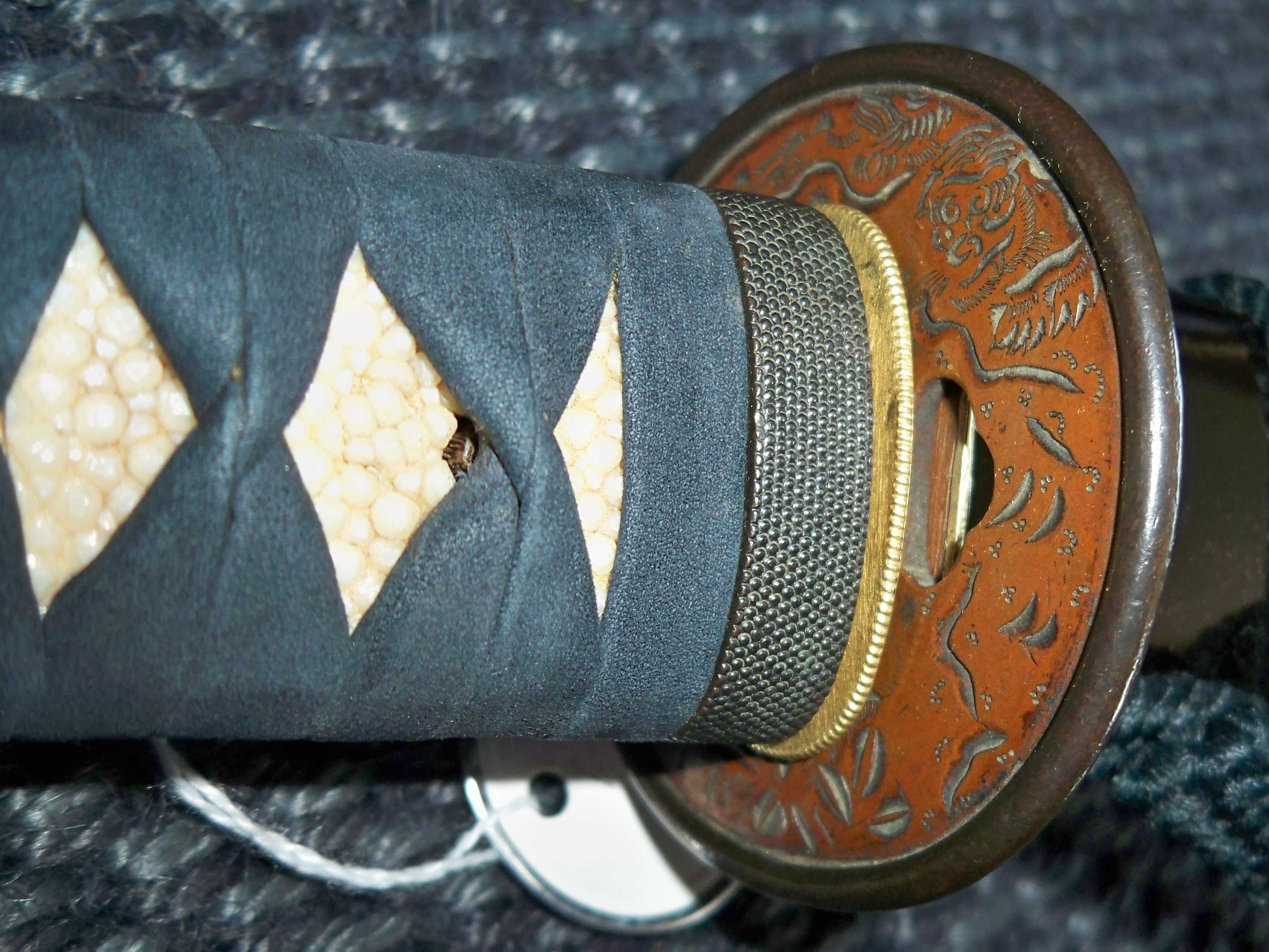
Tsuba de katana.
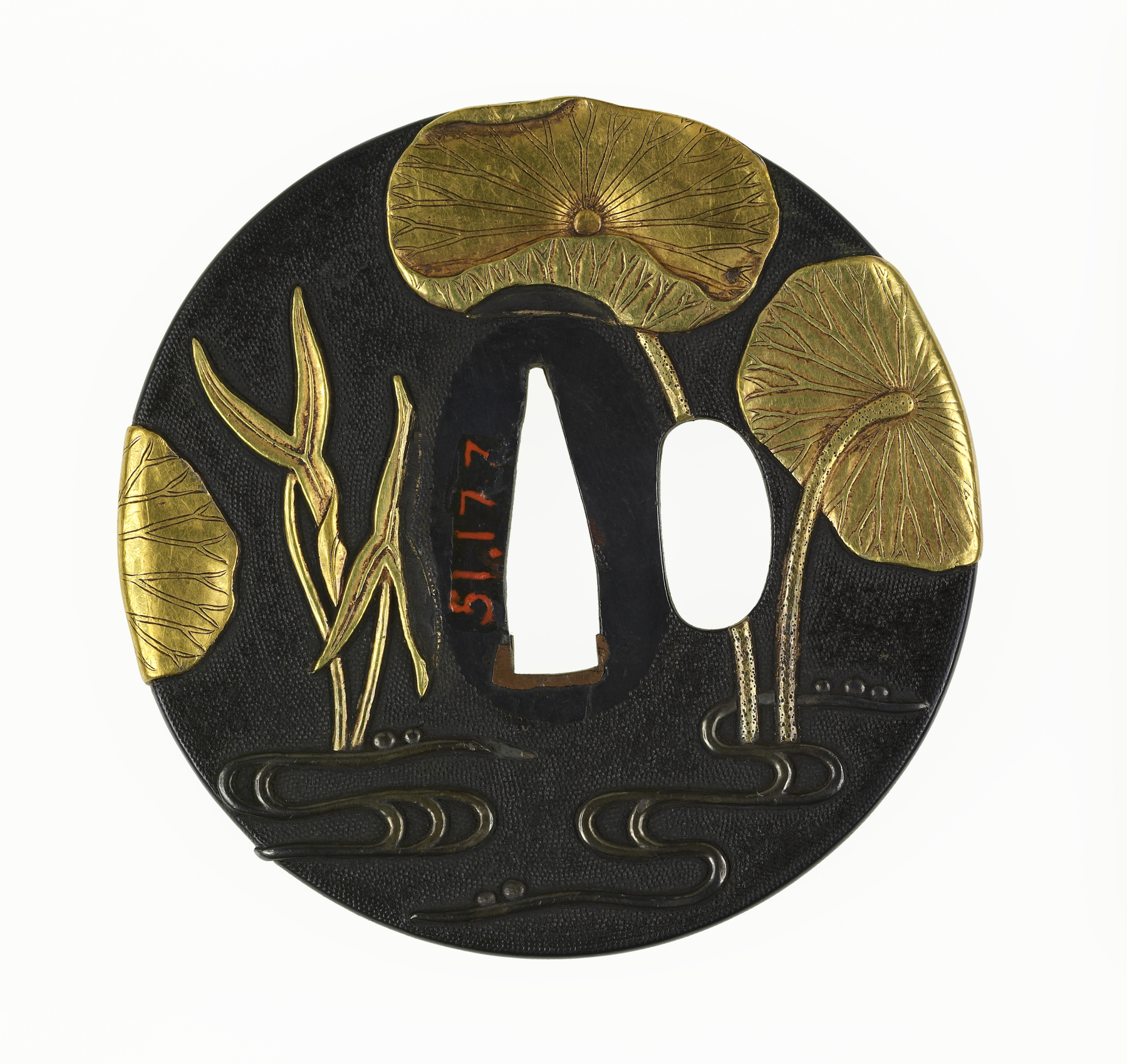
Estanque de loto.
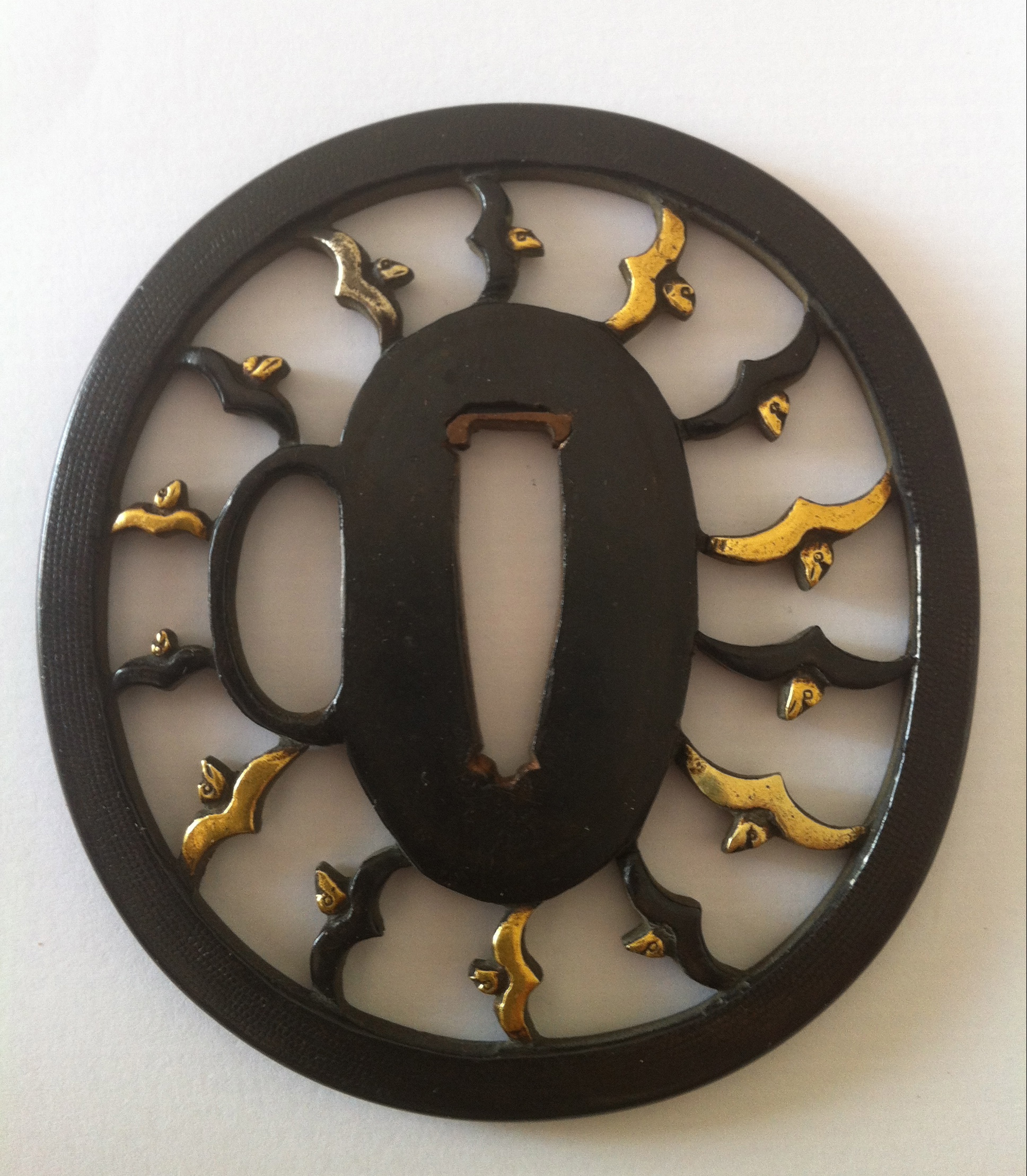
Shakudo tsuba - Chidori al vuelo.
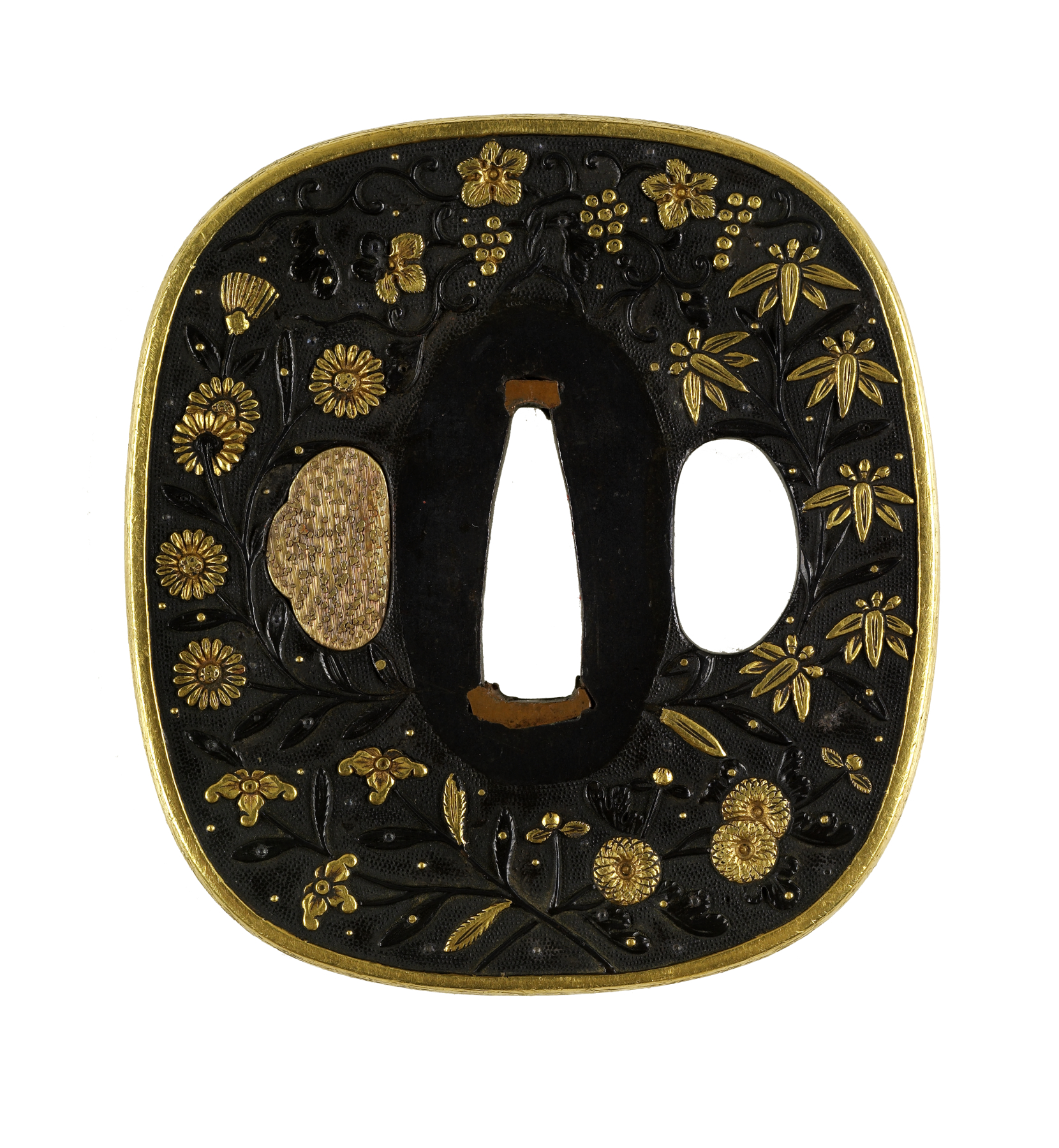
Tsuba con flores de otoño.
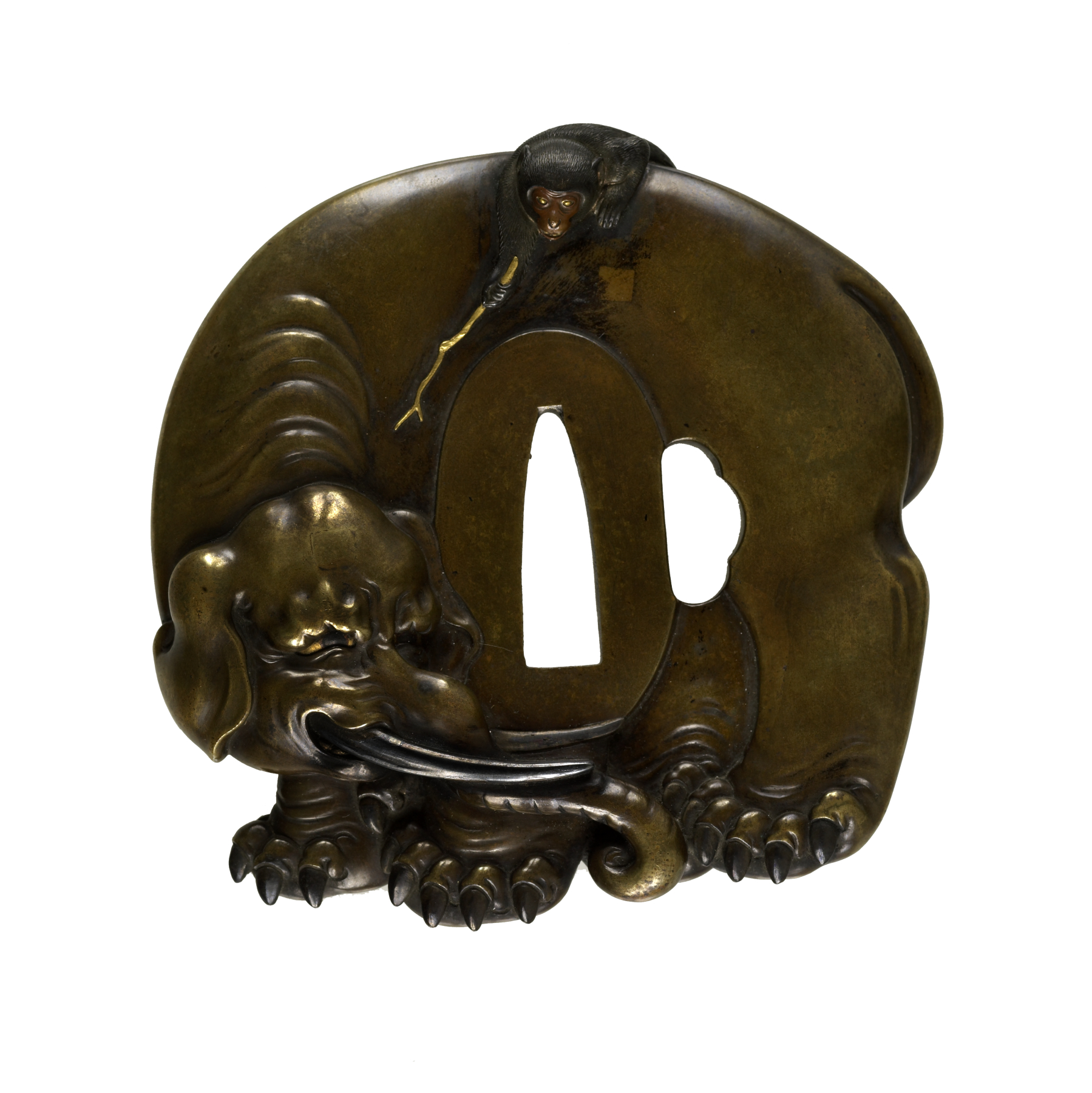
Tsuba con un mono burlándose de un elefante con un palo.
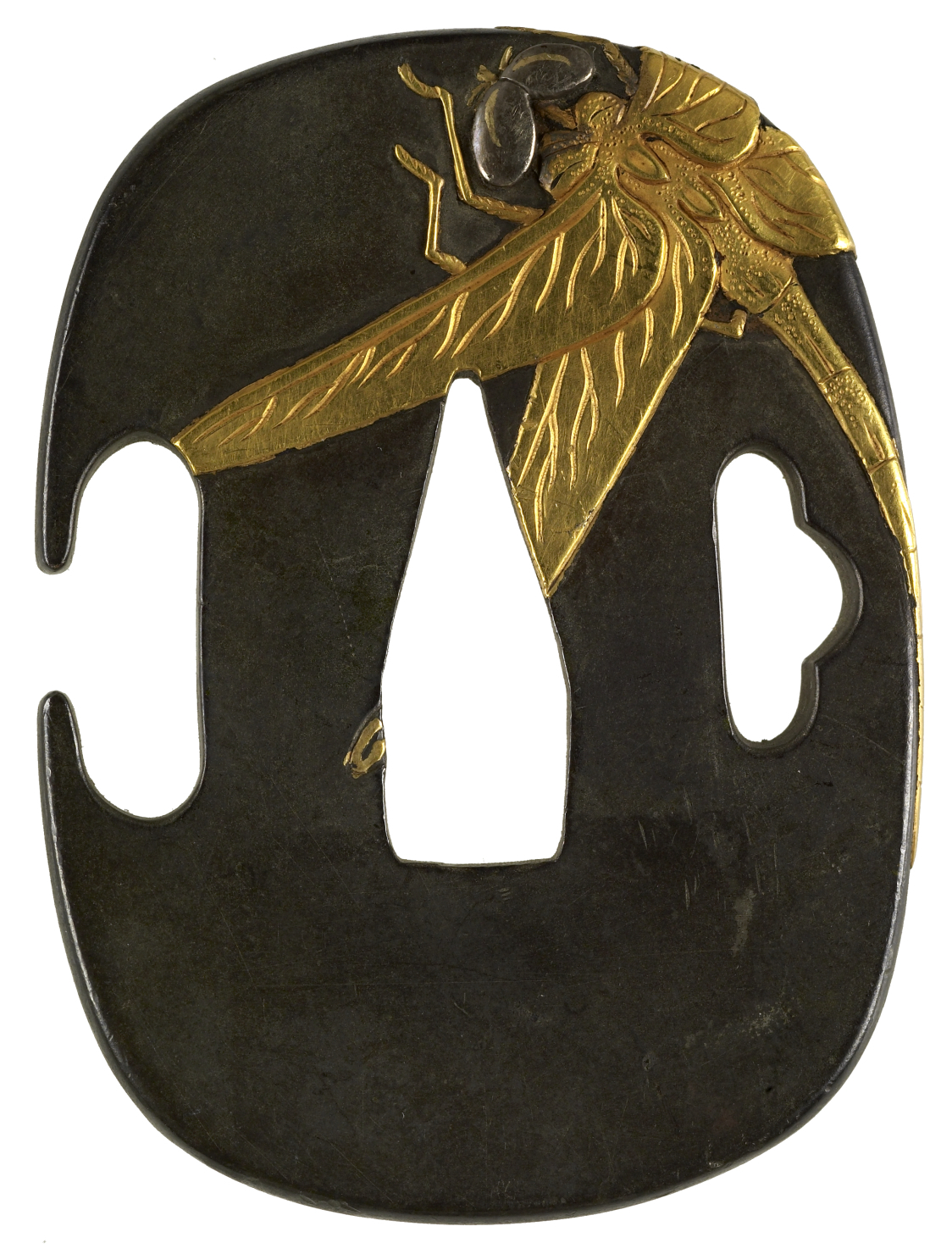
Tsuba con libélulas.

- Datos: Q1758043
- Multimedia: Tsuba / Q1758043